# Euseius brazilli
Euseius brazilli är en spindeldjursart som först beskrevs av E.M. El-Banhawy 1975.  Euseius brazilli ingår i släktet Euseius och familjen Phytoseiidae. Inga underarter finns listade i Catalogue of Life.